# کانیادا رئال

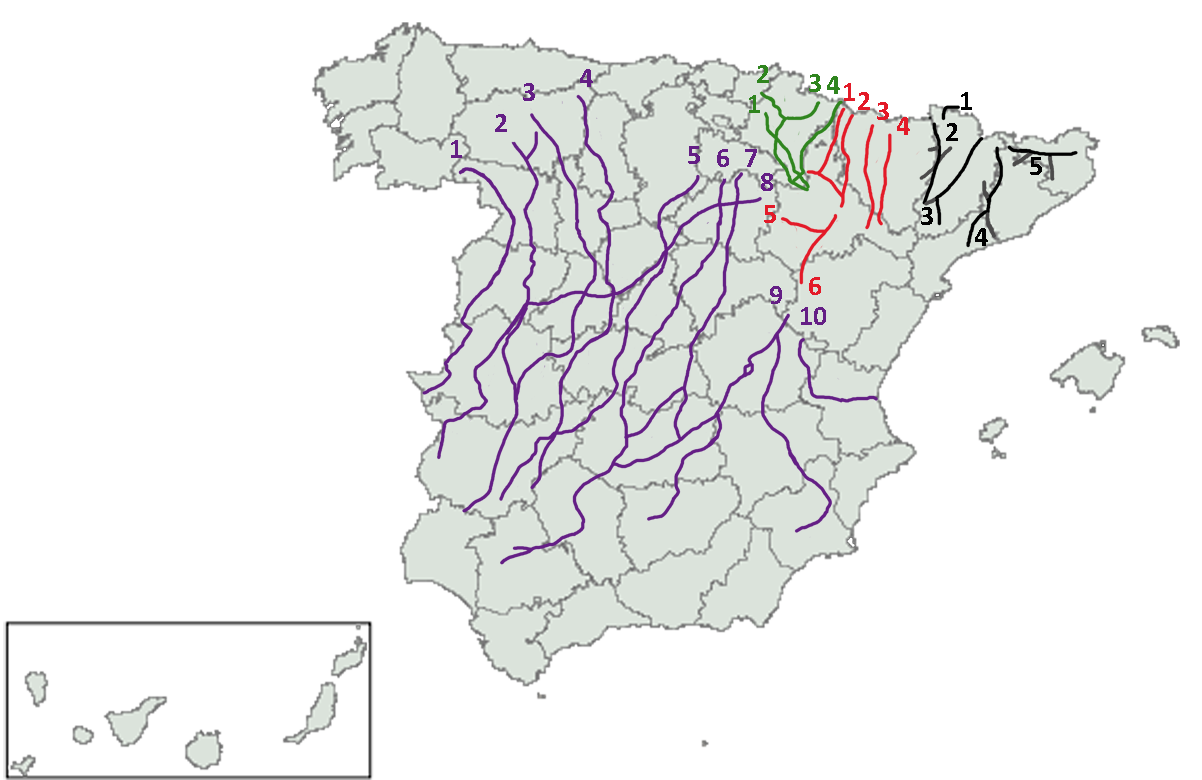
راه‌های مال‌رو سلطنتی اصلی در تاج کاستیا و مسیرهای مشابه آنها در سایر پادشاهی‌های شبه‌جزیره

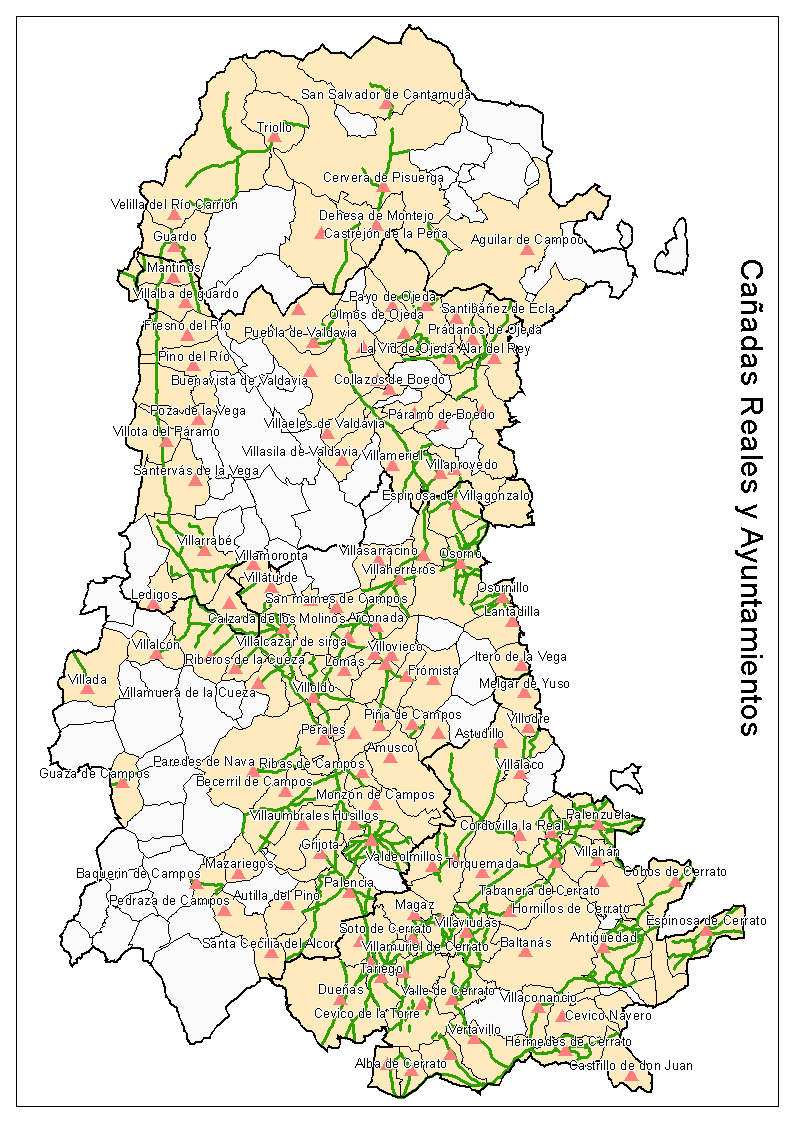
کانیادا رئال و مسیرهای مال‌رو سلطنتی در استان پالنسیا

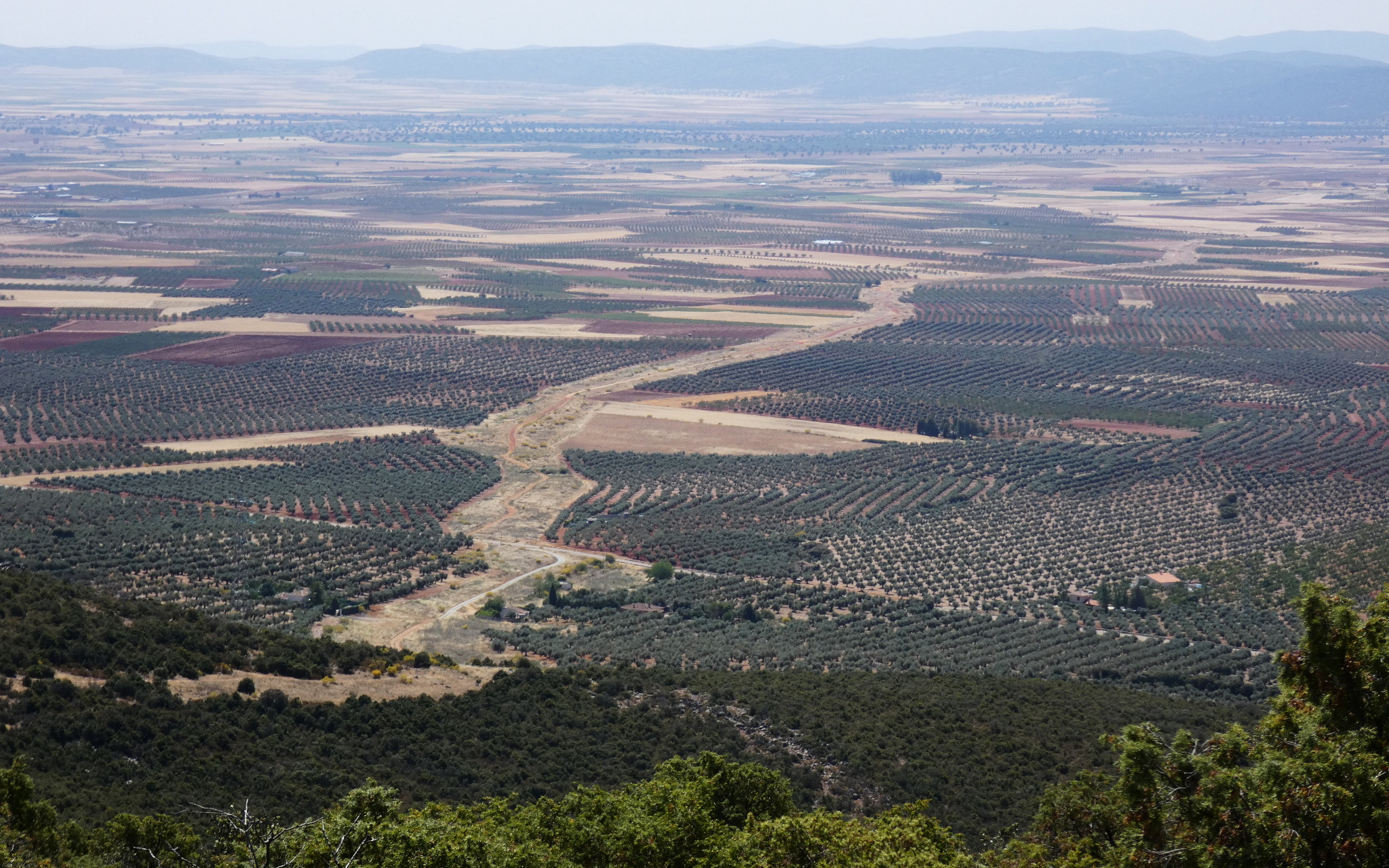
راه مال‌رو میان مارخالیسا و لس یبنس

کانیادا رئال مجموعه‌ای از راه‌های مال‌رو سلطنتی در اسپانیا است. این مسیرهای مال‌روی سلطنتی آن دسته از راه‌های مال‌رو هستند که به‌طور سنتی برای جابجایی احشام و رمه‌گردانی در اسپانیا مورد استفاده قرار می‌گرفتند که نظارت بر آنها با فرمان سلطنتی آلفونسوی دهم، پادشاه کاستیا و لئون در سال ۱۲۷۳ آغاز و زیر نظر حکومت پادشاهی قرار گرفت. این مسیرهای مال‌رو که لقب سلطنتی بعدها به آن اضافه شد، از زمان‌های قدیم برای رمه‌گردانی گله‌داران استفاده می‌شدند. فرمان آلفونسوی دهم فقط برای راه‌هایی بود که به سبب اهمیت، میزان استفاده و مکان خاص‌شان، نیازمند حفاظت، نظارت، سامان‌دهی و مصون ماندن از تخلفات احتمالی بود؛ بنابراین، همراه با ایجاد انجمن مستا مسیرهای مال‌روی سلطنتی نیز تعریف و تعیین شد.
یک مسیر مال‌روی سلطنتی می‌بایست ۹۰ یارد کاستیلیا (۷۲٫۲۲ متر) عرض داشته و بسیار طولانی (بیش از ۵۰۰ کیلومتر) می‌بود و عمدتاً در جهت شمال به جنوب با محدودیت‌های منطقی ناشی از جغرافیای خاص آن منطقه پیش می‌رفت. با اِعمال مقررات سلطنتی، کاهش عرض مسیر که معمولاً توسط صاحبان املاک مجاور با جابجا کردن نشانگرهای مرزی انجام می‌شد نیز ممنوع شد. یکی از معروف‌ترین مسیرهای یادشده «کانیادا رئال گالیانا» نام دارد که مابین سیوداد رئال و لاریوخا امتداد یافته است و در مادرید به شش بخش تقسیم می‌شود. این مسیر نواری‌شکل بزرگ‌ترین سکونت‌گاه غیررسمی در اروپا است و حدود ۳۰۰۰۰–۴۰۰۰۰ نفر در شهرک‌های کوچک حوالی آن زندگی می‌کنند که البته رسماً غیرقانونی است. بسیاری از مردم به این دلیل در آنجا زندگی می‌کنند زیرا دیگر نمی‌توانند اقساط آپارتمان یا اجاره‌بهای خود را به دلیل بحران‌های شخصی یا عمومی اقتصادی پرداخت کنند. ساکنان خواستار قانونی شدن شهرک‌ها از سوی شهرداری‌ها هستند. از ۲ اکتبر ۲۰۲۰، برق رسانی به بخش‌های ۵ و ۶ قطع شده است که منجر به فقر شدید انرژی برای هزاران نفر از ساکنان آن شده است.
شبکه گسترده مسیرهای دامداری و راه‌های مال‌رو علاوه بر کانیادا رئال مشتمل بر مسیرهای انشعابی باریک دیگر هم هست: کوردل (تا ۳۷٫۵ متر)، بِرِدا (تا ۲۰ متر)، کولادا (کمتر از ۲۰ متر). در نابارا به جاده‌های فرعی پسادا و تراویسا می‌گویند. 
این مسیرهای مال‌روی سلطنتی از سال ۲۰۰۷، با عنوان «کانیادا رئال» (مسیرهای دامداری فلات مِستا) در فهرست مقدماتی یونسکو، یعنی مرحله اولیهٔ برای نامزدی آینده آنها برای ثبت در میراث جهانی، گنجانده شده‌اند.